# Jacob Jonia
 Der er for få eller ingen kildehenvisninger i denne artikel, hvilket er et problem. Du kan hjælpe ved at angive troværdige kilder til de påstande, som fremføres i artiklen.

Jacob Jonia (født 1966 i Esbjerg) er en dansk forfatter, oversætter og gymnasielærer. Han har udgivet tre bøger i perioden 1992 – 1999.
Af disse tre bøger er bogen "Sådan får du 13 uden at lave lektier" givet vis den mest kendte og kontroversielle af de tre. Heri udleverer han alle lærernes hemmeligheder om karaktergivningen, han kommer med smuthuller og sjove fif, krydret med en god portion humor. Der følger desuden en prisliste over forskellige former for afleveringer med i bogen.